# قنطريوم إريتري

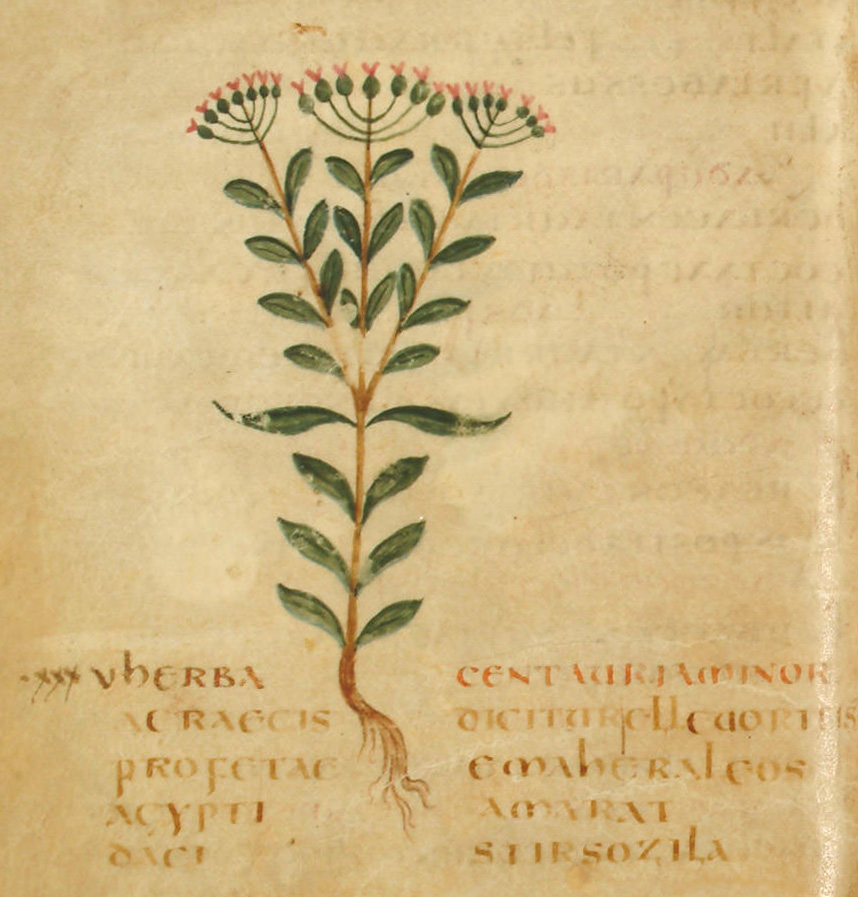
Centaurium erythraea، كما هو موضح في القرن السادس عشر مخطوطة ليدن من Pseudo-Apuleius ' Herbarius

قنطريوم إريتري أو قنطوريوم اريثريا أو قنطريون صغير (الاسم العلمي: Centaurium erythraea) هو نوع من النباتات المزهرة في عائلة الجنطيانا المعروفة بالأسماء الشائعة سنتوري والقنطور الأوروبي.

## الوصف
هذا عشب منتصب يصل ارتفاعه إلى نصف متر. ينمو من وردة قاعدية صغيرة ويثبّت جذعًا مورقًا منتصبًا قد يتفرع. يتم ترتيب الأوراق المثلثة بشكل معاكس على الساق وتظهر النورات المنتصبة من الساق وتنمو بشكل موازٍ لها، وأحيانًا تتشابك مع أوراق الشجر. قد يحتوي كل نورة على العديد من الزهور. الزهرة الصغيرة هي خزامى وردية وعرضها حوالي سنتيمتر، مسطح الوجه مع أنثر أصفر. الثمرة عبارة عن كبسولة أسطوانية. تزهر من يونيو حتى سبتمبر.

## التوزيع
يعتبر هذا القنطور نباتًا واسع الانتشار في أوروبا (بما في ذلك اسكتلندا والسويد ودول البحر الأبيض المتوسط  ) وأجزاء من غرب آسيا وشمال إفريقيا. كما تم تجنيسه في أجزاء من أمريكا الشمالية،  نيوزيلندا، وشرق أستراليا، حيث تم إدخاله من الأنواع.

## التصنيف
ومن المعروف أيضا باسم "فيفوفولي"، "الجنطيانا" أو "القنطور".

## الاستخدامات
يستخدم القنطور الأوروبي كعشب طبي في أجزاء كثيرة من أوروبا. يعتقد أن العشبة ، التي تم إعدادها بشكل أساسي على أنها شاي أعشاب ، تمتلك خصائص طبية مفيدة للمرضى الذين يعانون من أمراض المعدة والكبد.[مِن قِبَل مَن؟]
```
لامتلاك خصائص طبية مفيدة لمرضى أمراض 
المعدة
 
والكبد
.
[
5
]
```

## المكونات الكيميائية
يحتوي C. erythraea على الأحماض الفينولية، بما في ذلك أحماض الفيروليك والسينابيك، وكذلك الستيرولات (مثل براسيكاسترول وستيغماستيرول ) وسيكوريدويد والجليكوسيدات وسويرتيامارين وسويروزيد.  

## روابط خارجية
- العلاج اليدوي من جيبسون
- معرض الصور